# John Carey
Pour les articles homonymes, voir John Carey (martyr) et Carey.
John Carey, philologue, né en Irlande en 1756, mort le 8 décembre 1826.
Il a donné un grand nombre d'ouvrages d'éducation, et a publié 50 vol. de la collection des Classiques de Valpy.

## Sources
Cet article comprend des extraits du Dictionnaire Bouillet. Il est possible de supprimer cette indication, si le texte reflète le savoir actuel sur ce thème, si les sources sont citées, s'il satisfait aux exigences linguistiques actuelles et s'il ne contient pas de propos qui vont à l'encontre des règles de neutralité de Wikipédia.
- Notices d'autorité :   - VIAF
  - ISNI
  - IdRef
  - LCCN
  - GND
  - Italie
  - CiNii
  - Espagne
  - Pays-Bas
  - Israël
  - Vatican
  - Grèce
  - WorldCat